# Apocalisse di Elia (copta)
L'Apocalisse di Elia o 1 Elia è un apocrifo dell'Antico Testamento, pseudoepigrafo di Elia (IX secolo a.C.) pervenutoci in una versione copta databile al III secolo d.C., forse su un prototesto ebraico perduto del I secolo d.C. Di origine cristiana, ci è pervenuto in frammenti. Appartiene al genere apocalittico.
Non va confuso con l'Apocalisse di Elia scritta in ebraico probabilmente nel III secolo a.C.
3 parti: 
- 1. esortazione;
- 2. visione apocalittica;
- 3. leggenda sull'Anticristo